# Опака
Опака́  — село Дрогобицького району Львівської області.

## Географія
На північному заході межує з селами Залокоть, Підбуж, на сході з м. Борислав, на північному сході — села: Нагуєвичі, Ясениця, Попелі. Через село протікає річка Опака,впадають річечки Опачка, Клютковиця та струмок Зворець та котра в селі Залокоть впадає вже до Бистриці. В основі села лежать хутори Опачка, Зворець, Клюткавиця, Звір, Перехрестя, які і на сьгоднішній день носять свої назви, хоча місцевість давно забудована та хутори об'єдналися. Місцевість оточують різноманітні хребти та гори, це Когутів Горб (вис.826 м.), Гута (700 м.), Кобила (920 м.).

## Історія
Село Опака було засновано ще до часів Данила Галицького, у мальовничому куточку, захищеному з усіх боків горами та густими лісами, від монголо-татар знайшли свій прихисток селяни русини. Проте татари все-таки, мабуть, побували в цій місцевості, оскільки з татарської опака означає «нам тут добре, ми тут будем». Перша згадка про цю місцевість виникає за часів окупації руських земель поляками у1349 р. З того часу село належало до Коронних дібр Самбірської економії. Перша письмова згадка датована 1578 р. Королем Польщі Степаном Баторієм у метриці N2837 (Rkp. Ossol.).
У 1768 році від Речі Посполитої село перейшло під владу Австрії. В ці роки німці знайшли тут поклади залізної руди, і декілька німецьких родин з прізвищем Цайтлер займались тут металургією.
Перед Першою Світовою Війною на парафії служив отець Кішик, котрий вів літопис села. Зі спогадів селян можна дізнатись, що за часів австрійської окупації в селі діяла читальня, ставилися вистави, молитви читалися за східним обрядом на руській мові, з архівних даних національність мешканців в документах зазначалася як — русин (russen нім.), котрих тут проживало понад 2000 осіб, а євреїв (ude нім.) — 92 особи.
Відомо, що на початку 19 століття основне населення села було православного віросповідання, про що свідчить табличка на пам'ятнику пароху Грушкевичу на долішньому цвинтарі. Після смерті пароха на чолі церкви стає його зять — але вже уніат отець Кішик.

Бій Січових Стрільців із Російською Імперською Армією
26 жовтня 1914 року до села прийшла Перша Світова Війна. На горі Кобилі облаштувалися дві сотні куреня УСС (українські січові стрільці) на чолі з Д. Вітовським та загін угорських уланів. Задача стрільців полягала в прикритті відходу австрійської кінноти до Турки.
Зберігся опис бою від хорунжого УСС Тимка Гончарика, ось його фрагмент: «Москалі вже коло нас. Сотня Вітовського відступала до лісу. Москалі стріляють на ліс шрампелею. До мене біжить молоденький гарний хлопчина Олексівський, але, поцілений кулею в чоло, майже коло моїх ніг паде трупом. Із лісу долітають до нас крики ранених стрільців. Ми ще тримаємося. Один москаль хапає мого товариш-гуцула з Косова за полу ментлі й тягне його вділ, та  в тій хвилі стрілець замахується прикладом і розтрощує йому голову, а сам панічно біжить до лісу. Недалеко, яких 50 кроків. За хвилину ми в лісі. Перед нами страшна картина. Повно ранених і трупів. Найбільше від ворожих шрампелів і зламів дерев. Одному стрільцеві відірвало руку. Другий з розбитою головою. Забираємо їх з собою, та не дійшли ми до краю лісу, як вони погинули. Москалі в ліс не йдуть. Видно, що бояться або мають якісь інші причини. Ми стримали москалів на довший час і тим дали часу австрійським частинам хоч в часи себе забезпечити, а то були всі б попали в російський полон» (За матеріалами статті Володимира Ханаса, «Книга про Залокоть» Галини Пагутяк).
У пам'ять про бій вкінці 80-их років минулого століття на вершині гори Кобила  встановлено хрест і символічну могилу, а згодом мешканці Залоктя побудували ще й  каплицю. Кожної осені тут проводиться панахида за полеглими воїнами.
ЄВРЕЙСЬКИЙ ПОГРОМ
За свідченнями жителів села — Багрій Т.М. та Костик М.О., на початку другої світової війни, коли німці просунулися без боїв через село на схід, націоналістично налаштовані жителі села жорстоко розправилися та пограбували мешканців єврейської національності, котрих тут проживало 12 родин. Поховали їх в урочищі Горб. Невідомі встановили над братською могилою камінь. Багрій Т.М. протягом року переховувала ровесницю єврейку в підвалі будинку. Згодом її вдалося відправити через Борислав в Закарпаття. На початку 80х років Багрій Т.М. отримала лист з Ізраїлю з подякою за врятоване життя.
В роки Другої Світової Війни на території села значних боїв не відбувалось. Декілька мешканців села, учасники Другої Світової Війни, поставили свій підпис на руїнах Рейхстагу в Берліні. Всього участь у Другій Світовій в лавах Червоної Армії брали участь близько 90 мешканців села. Живими повернулися лише 40.[джерело?](Історія міст і сіл України)
```
  Житель села С.М.Сушко в складі інтернаціональної бригади воював з 1936 по 1939 рік в Іспанії проти фалангістів генерала Франко.
   В післявоєнний час 37 мешканців було нагороджено орденами медалями, серед них вчителя Смирнова Л.М. орденом трудового червоного прапора.(Історія міст і сіл УРСР)
```

Сакральна спадщина
З села Опака збереглася давня ікона Благовіщення кін. XVII — поч. XVIII ст., ймовірно авторства Івана Середниського. На рамі ікони написано: «Єрей Іоан Середниський Саламович пресвітер Опацький дав намалювати Благовіщення Пречистої Богородиці. Роман Шускул дав золотих 10 із сином своїм Іваном». Зараз образ знаходиться в приватній колекції. 

## Уродженці
- Галішак Микола Степанович — український військовик, учасник російсько-української війни[5].
- Коник Віра Данилівна — голова Конгресу українців Естонії.
- Мандзій Любомира Степанівна — виконувачка обов'язків міністра освіти і науки України (від 25 березня по 25 червня 2020 р.)

## Туризм
У селі знаходиться форелеве господарство. За бажанням туриста, у його безпосередній присутності досвідчений кухар приготує форель на мангалі. Гостинні господарі подадуть до риби солоні огірки, помідори, інші соління або свіжі овочі.
Крім риболовлі, любителів еко-туризму тут можуть зацікавити ліси, гори, цілющі мінеральні джерела, а фанатів нестандартних розваг — катання на спеціальних гумових тюбах.